# Гребенюк Василь Андрійович
Василь Андрійович Гребенюк (нар. 29 вересня 1924, село Нижній Кучук, тепер Благовєщенського району Алтайського краю, Російська Федерація — 9 червня 2000, місто Москва) — радянський казахський державний діяч, 1-й заступник голови Ради міністрів Казахської РСР, міністр кольорової металургії Казахської РСР, директор Леніногорського поліметалічного комбінату Східно-Казахстанської області. Член Центральної Ревізійної комісії КПРС у 1981—1989 роках. Депутат Верховної Ради Казахської РСР 7—11-го скликань. Депутат Верховної Ради СРСР 10—11-го скликань. Герой Соціалістичної Праці (30.03.1971). Кандидат технічних наук (1967).

## Життєпис
Закінчив десять класів школи. У 1942 році працював у колгоспі.
У 1942—1945 роках — у Червоній армії, учасник німецько-радянської війни. Закінчив школу повітряних стрільців-бомбардирів. Воював з 1943 року повітряним стрільцем літака Іл-2 в 606-му штурмовому авіаційному полку 280-ї штурмової авіаційної дивізії 14-ї повітряної армії. Брав участь в боях на Західному, Ленінградському, 3-м Прибалтійському фронтах.
У 1945—1946 роках — завідувач сільської хати-читальні.
У 1946—1951 роках — студент Казахського гірничо-металургійного інституту в Алма-Аті, гірничий інженер.
У 1951—1954 роках — гірничий майстер, начальник дільниці, заступник головного інженера Зиряновського рудника, головний інженер Маслянського рудника Зиряновського свинцевого комбінату Східно-Казахстанської області Казахської РСР.
Член КПРС з 1954 року.
У 1954—1963 роках — начальник рудника імені XXII з'їзду КПРС Зиряновського свинцевого комбінату Східно-Казахстанської області.
У 1963—1973 роках — директор Леніногорського поліметалічного комбінату Східно-Казахстанської області.
Указом Президії Верховної Ради СРСР від 30 березня 1971 року за видатні успіхи, досягнуті в розвитку кольорової металургії, Гребенюку Василю Андрійовичу присвоєно звання Героя Соціалістичної Праці з врученням ордена Леніна і золотої медалі «Серп і Молот».
У 1973—1974 роках — 1-й заступник міністра, в 1974—1979 роках — міністр кольорової металургії Казахської РСР.
У січні 1979 — березні 1987 року — 1-й заступник голови Ради міністрів Казахської РСР.
З березня 1987 року — персональний пенсіонер союзного значення в Москві.
З 1989 по 1996 рік — керівник науково-технічного колективу акціонерного товариства «Енергозбереження» в Москві.
Автор наукових праць в галузі розробки корисних копалин: «Система комплексної механізації вибухових робіт „Алтай“» (1971), «Довідник з гірничорудної справи» (1983, в співавторстві), «Свинець фронтовий і мирний» (1991).
Помер 9 червня 2000 року. Похований в Москві на Троєкуровському кладовищі.

## Нагороди і звання
- Герой Соціалістичної Праці (30.03.1971)
- орден Леніна (30.03.1971)
- орден Жовтневої Революції (3.03.1980)
- орден Вітчизняної війни І ст. (11.03.1985)
- орден Вітчизняної війни ІІ ст. (8.06.1967)
- три ордени Трудового Червоного Прапора (9.06.1961; 20.05.1966; 28.09.1984)
- медаль «За відвагу» (1944)
- медалі
- Премія Ради Міністрів СРСР